# 山野種松
山野 種松（やまの たねまつ、1906年3月26日 - 1995年12月23日）は、日本の経営者。レンゴー社長を務めた。大阪府出身。

## 経歴
1931年に京都帝国大学経済学部を卒業し、同年にレンゴーに入社。1947年に監査役に就任し、1950年に取締役、1960年11月に常務、1962年5月に専務を経て、1963年11月に社長に就任。1973年2月に会長に就任し、1984年6月に相談役に就任。
1978年4月に勲三等瑞宝章を受章。
1995年12月23日肺炎のために死去。89歳没。